# Щедрик острівний
Ще́дрик острівний (Chrysocorythus estherae) — вид горобцеподібних птахів родини в'юркових (Fringillidae). Ендемік Індонезії.

## Опис
Довжина птаха становить 11-12 см, вага 13-16 г. Голова, спина і групи коричневі з сірим відтінком, боки і верхня частина живота білі, поцятковані коричневими смужками, центральна частина живота і нижні покривні пера хвоста білі. Обличчя, надхвістя і центральна частина грудей золотисто-жовті. Крила і хвіст чорні, на крилах дві золотисто-жовті смужки. Самиці мають дещо блідіше забарвлення, золотисті плями на голові і грудях у них відсутні. Дзьоб тілесного кольору з чорнуватим кінчиком, лапи тілесного кольору, очі темно-карі. 

## Підвиди
Виділяють чотири підвиди:
- C. e. vanderbilti (Meyer de Schauensee, 1939) — гори на півночі Суматри (зокрема, Національний парк Гунунг-Льосер[en]);
- C. e. estherae (Finsch, 1902) — гори на заході і в центрі Яви (зокрема, Національний парк Гебе-Панґранґо[en]);
- C. e. orientalis (Chasen, 1940) — гори на сході Яви (зокрема, схили гори Бромо);
- C. e. renatae (Schuchmann & Wolters, 1982) — гори центрального Сулавесі.

Chrysocorythus mindanensis раніше вважався підвидом острівного щедрика, однак був визнаний окремим видом.

## Поширення і екологія
Острівні щедрики мешкають на островах Суматра, Ява і Сулавесі. Вони живуть у вологих гірських тропічних лісах, у високогірних чагарникових заростях та на високогірних луках. Зустрічаються поодинці або парами, на висоті від 1900 до 3500 м над рівнем моря. Живляться переважно насінням, доповнюють раціон ягодами, плодами і дрібними комахами.